# Truth (album de Jeff Beck)
Pour les articles homonymes, voir Truth.
Albums de The Jeff Beck Group
Beck-Ola
(1969)
Truth (août 1968) est le premier album studio de Jeff Beck et du Jeff Beck Group. Il est paru en août 1968 sur le label Columbia Records pour l'Europe et Epic Records pour l'Amérique du Nord et a été produit par Mickie Most. Ayant reçu de bonnes critiques à sa sortie, Truth est aujourd'hui considéré comme l'un des premiers albums de heavy metal, grâce à l'alliance de hard rock et de blues.

## Historique
Cet album fut enregistré entre le 14 et le 26 mai 1968 à Londres dans les studios Abbey Road, Olympic et De Lane Lea.
Il y a sur ce disque trois chansons originales qui sont des collaborations entre Jeff Beck et Rod Stewart : Let Me Love You, Blues Deluxe et Rock my Plimsoul. Il y a par ailleurs une reprise des Yardbirds : Shapes of Things, deux reprises de Willie Dixon : I Ain't Superstitious et You Shook Me et une reprise de Greensleeves.
Les invités sont Jimmy Page et John Paul Jones sur Beck's Bolero, au départ enregistré en 1966 avec Keith Moon à la batterie et Nicky Hopkins au piano et sorti sur la face B de la première production solo de Jeff Beck : Hi Ho Silver Lining (1967).
Tom Scholz de Boston a dit de Truth qu'il était son album favori dans le magazine en ligne de Gibson : « Je savais tout du Truth de Jeff Beck. »
L'album est cité dans l'ouvrage de référence de Robert Dimery Les 1001 albums qu'il faut avoir écoutés dans sa vie et dans différentes autres listes.
Il se classa à la 15e place du Billboard 200 et sera certifié disque d'or aux États-Unis.

## Liste des titres
| 1. | Shapes of Things | Chris Dreja, Jim McCarty, Keith Relf, Paul Samwell-Smith | 3:22 |
| 2. | Let Me Love You  | Jeff Beck. Rod Stewart                                   | 4:44 |
| 3. | Morning Dew (en) | Bonnie Dobson, Tim Rose                                  | 4:40 |
| 4. | You Shook Me     | Willie Dixon, J. B. Lenoir                               | 2:33 |
| 5. | Ol' Man River    | Jerome Kern, Oscar Hammerstein                           | 4:01 |

| 6.  | Greensleeves          | Traditionnel, arrangé par Jeff Beck | 1:50 |
| 7.  | Rock my Plimsoul      | Jeff Beck, Rod Stewart              | 4:13 |
| 8.  | Beck's Bolero         | Jimmy Page, Jeff Beck, non crédité  | 2:54 |
| 9.  | Blues De Luxe         | Jeff Beck, Rod Stewart              | 7:33 |
| 10. | I Ain't Superstitious | Willie Dixon                        | 4:53 |

### Bonus de l'édition 2005
| 1. | I've Been Drinking (Mix stéréo - Face B de Love is Blue) | Mercer, Tauber                     | 3:25 |
| 2. | You Shook Me (Take - sans piano)                         | Willie Dixon, J. B. Lenoir         | 2:31 |
| 3. | Rock my Plimsoul (Tempo accéléré, Face B de Tallyman)    | Jeff Beck, Rod Stewart             | 3:42 |
| 4. | Beck's Bolero (Mix mono avec fin instrumentale)          | Jimmy Page, Jeff Beck, non crédité | 3:11 |
| 5. | Blues De Luxe (Prise 1)                                  | Jeff Beck, Rod Stewart             | 7:33 |
| 6. | Tallyman (1967 Single Face A)                            | Graham Gouldman                    | 2:46 |
| 7. | Love Is Blue (Single Face A)                             | Popp, Cour, Blackburn              | 2:57 |
| 8. | Hi Ho Silver Lining (en)                                 | Scott English, Lawrence Weiss      | 3:46 |

## Personnel
- Jeff Beck : guitare, chant, mixage ; basse sur Ol' Man River
- Rod Stewart : chant (sauf sur Greensleeves et Beck's Bolero)
- Micky Waller : batterie (sauf sur Greensleeves et Beck's Bolero)
- Ronnie Wood : basse (sauf sur Ol' Man River, Greensleeves et Beck's Bolero)
- Nicky Hopkins : piano sur Morning Dew, You Shook Me, Beck's Bolero et Blues Deluxe
- Keith Moon : batterie sur Beck's Bolero, tympani sur Ol' Man River (crédité sur celle-ci en tant que « You Know Who »)
- Jimmy Page : guitare rythmique 12 cordes Fender sur Beck's Bolero
- John Paul Jones : basse sur Beck's Bolero et orgue Hammond sur Ol' Man River et You Shook Me

## Production
- Mickie Most : producteur
- Ken Scott : ingénieur

## Charts & certification
| Pays       | Durée du classement | Meilleur classement |
| ---------- | ------------------- | ------------------- |
| Canada     | 8 semaines          | 37e                 |
| États-Unis | 33 semaines         | 15e                 |

| Pays       | Certification | Ventes    | Date       |
| ---------- | ------------- | --------- | ---------- |
| États-Unis | Or            | 500 000 + | 23/07/2000 |

## Sources
- (en) Cet article est partiellement ou en totalité issu de l’article de Wikipédia en anglais intitulé « Truth (Jeff Beck Album) » (voir la liste des auteurs).